# Плавання на Чемпіонаті світу з водних видів спорту 2003
Змагання з Плавання на Чемпіонат світу з водних видів спорту 2003 тривав з 20 до 27 липня 2003 року в Барселоні (Іспанія). Розіграно 40 комплектів нагород на довгій воді (50 м), по 20 (17 індивідуальних і 3 естафети) серед чоловіків та жінок.

## Результати

### Чоловіки
| Дисципліна                      | Золото                                                                 | Золото     | Срібло                                                                          | Срібло   | Бронза                                                                         | Бронза     |
| ------------------------------- | ---------------------------------------------------------------------- | ---------- | ------------------------------------------------------------------------------- | -------- | ------------------------------------------------------------------------------ | ---------- |
| 50 м вільним стилем             | Олександр Попов · Росія                                                | 21.92 CR   | Марк Фостер · Велика Британія                                                   | 22.20    | Пітер ван ден Гогенбанд · Нідерланди                                           | 22.29      |
| 100 м вільним стилем            | Олександр Попов · Росія                                                | 48.42      | Пітер ван ден Гогенбанд · Нідерланди                                            | 48.68    | Ян Торп · Австралія                                                            | 48.77      |
| 200 м вільним стилем            | Ян Торп · Австралія                                                    | 1:45.14    | Пітер ван ден Гогенбанд · Нідерланди                                            | 1:46.43  | Ґрант Гаккетт · Австралія                                                      | 1:46.85    |
| 400 м вільним стилем            | Ян Торп · Австралія                                                    | 3:42.58    | Ґрант Гаккетт · Австралія                                                       | 3:45.17  | Драгош Крістьян Коман · Румунія                                                | 3:46.87    |
| 800 м вільним стилем            | Ґрант Гаккетт · Австралія                                              | 7:43.82    | Ларсен Дженсен · США                                                            | 7:48.09  | Ігор Червинський · Україна                                                     | 7:53.15    |
| 1500 м вільним стилем           | Ґрант Гаккетт · Австралія                                              | 14:43.14   | Ігор Червинський · Україна                                                      | 15:01.04 | Ерік Вендт · США                                                               | 15:01.28   |
|                                 |                                                                        |            |                                                                                 |          |                                                                                |            |
| 50 м на спині                   | Томас Руппрат · Німеччина                                              | 24.80 WR   | Метт Велш · Австралія                                                           | 25.01    | Герхард Зандберг · Південна Африка                                             | 25.07      |
| 100 м на спині                  | Аарон Пірсол · США                                                     | 53.61 CR   | Аркадій В'ятчанін · Росія · Метт Велш · Австралія                               | 53.92    | не вручали                                                                     | не вручали |
| 200 м на спині                  | Аарон Пірсол · США                                                     | 1:55.92    | Гордан Козулі · Хорватія                                                        | 1:57.47  | Сімон Дюфур · Франція                                                          | 1:57.90    |
|                                 |                                                                        |            |                                                                                 |          |                                                                                |            |
| 50 м брасом                     | Джеймс Ґібсон · Велика Британія                                        | 27.56      | Олег Лісогор · Україна                                                          | 27.74    | Міхай Флашкай · Угорщина                                                       | 27.79      |
| 100 м брасом                    | Косуке Кітаджіма · Японія                                              | 59.78 WR   | Брендан Гансен · США                                                            | 1:00.21  | Джеймс Ґібсон · Велика Британія                                                | 1:00.37    |
| 200 м брасом                    | Косуке Кітаджіма · Японія                                              | 2:09.42 WR | Іан Едмонд · Велика Британія                                                    | 2:10.92  | Брендан Гансен · США                                                           | 2:11.11    |
|                                 |                                                                        |            |                                                                                 |          |                                                                                |            |
| 50 м батерфляєм                 | Метт Велш · Австралія                                                  | 23.43 WR   | Іян Крокер · США                                                                | 23.62    | Євген Коротишкін · Росія                                                       | 23.73      |
| 100 м батерфляєм                | Іян Крокер · США                                                       | 50.98 WR   | Майкл Фелпс · США                                                               | 51.10    | Андрій Сердінов · Україна                                                      | 51.59      |
| 200 м батерфляєм                | Майкл Фелпс · США                                                      | 1:54.35    | Такасі Якамото · Японія                                                         | 1:55.52  | Том Малчов · США                                                               | 1:55.66    |
|                                 |                                                                        |            |                                                                                 |          |                                                                                |            |
| 200 м комплексом                | Майкл Фелпс · США                                                      | 1:56.04 WR | Ян Торп · Австралія                                                             | 1:59.66  | Массіміліано Росоліно · Італія                                                 | 1:59.71    |
| 400 м комплексом                | Майкл Фелпс · США                                                      | 4:09.09 WR | Ласло Чех · Угорщина                                                            | 4:10.79  | Уссама Меллулі · Туніс                                                         | 4:15.36    |
|                                 |                                                                        |            |                                                                                 |          |                                                                                |            |
| естафета 4×100 м вільним стилем | Росія · Андрій Капралов · Іван Усов · Денис Піманков · Олександр Попов | 3:14.06    | США · Скотт Такер · Ніл Вокер · Раян Вочомурка · Джейсон Лезак                  | 3:14.80  | Франція · Ромен Барньє · Жульєн Сіко · Фаб'ян Жіло · Фредерік Буске            | 3:15.66    |
| естафета 4×200 м вільним стилем | Австралія · Ґрант Гаккетт · Крейґ Стівенс · Ніколас Спенджер · Ян Торп | 7:08.58    | США · Майкл Фелпс · Нейт Дусінґ · Аарон Пірсол · Кліт Келлер                    | 7:10.26  | Німеччина · Йоганнес Остерлінґ · Ларс Конрад · Штефан Гербст · Хрістіан Келлер | 7:14.02    |
| Естафета 4×100 м комплексом     | США · Аарон Пірсол · Брендан Гансен · Іян Крокер · Джейсон Лезак       | 3:31.54 WR | Росія · Аркадій В'ятчанін · Роман Івановський · Ігор Марченко · Олександр Попов | 3:34.72  | Японія · Томомі Моріта · Косуке Кітаджіма · Такасі Якамото · Дайсуке Хосокава  | 3:36.12    |

Легенда: WR – світовий рекорд; CR – рекорд чемпіонатів світу

### Жінки
| Дисципліна                      | Золото                                                           | Золото      | Срібло                                                                        | Срібло   | Бронза                                                              | Бронза     |
| ------------------------------- | ---------------------------------------------------------------- | ----------- | ----------------------------------------------------------------------------- | -------- | ------------------------------------------------------------------- | ---------- |
| 50 м вільним стилем             | Інге де Бройн · Нідерланди                                       | 24.47       | Еліс Міллс · Австралія                                                        | 25.07    | Ліббі Тріккетт · Австралія                                          | 25.08      |
| 100 м вільним стилем            | Ханна-Марія Сеппяля · Фінляндія                                  | 54.37       | Джоді Генрі · Австралія                                                       | 54.58    | Дженні Томпсон · США                                                | 54.65      |
| 200 м вільним стилем            | Алена Попшанка · Білорусь                                        | 1:58.32     | Мартіна Моравцова · Словаччина                                                | 1:58.44  | Ян Юй · Китай                                                       | 1:58.54    |
| 400 м вільним стилем            | Ганна Штокбауер · Німеччина                                      | 4:06.75     | Ева Рістов · Угорщина                                                         | 4:07.24  | Даяна Мунц · США                                                    | 4:07.67    |
| 800 м вільним стилем            | Ганна Штокбауер · Німеччина                                      | 8:23.66 CR  | Даяна Мунц · США                                                              | 8:24.19  | Ребекка Кук · Велика Британія                                       | 8:28.45    |
| 1500 м вільним стилем           | Ганна Штокбауер · Німеччина                                      | 16:00.18 CR | Гейлі Пірсол · США                                                            | 16:09.64 | Яна Генке · Німеччина                                               | 16:10.13   |
|                                 |                                                                  |             |                                                                               |          |                                                                     |            |
| 50 м на спині                   | Ніна Живаневська · Іспанія                                       | 28.48 CR    | Ілона Главачкова · Чехія                                                      | 28.50    | Норіко Інада · Японія                                               | 28.62      |
| 100 м на спині                  | Антьє Бушшульте · Німеччина                                      | 1:00.50     | Луїз Ернстедт · Данія · Кеті Секстон · Велика Британія                        | 1:00.86  | не вручали                                                          | не вручали |
| 200 м на спині                  | Кеті Секстон · Велика Британія                                   | 2:08.74     | Маргарет Гользер · США                                                        | 2:09.24  | Станіслава Комарова · Росія                                         | 2:10.17    |
|                                 |                                                                  |             |                                                                               |          |                                                                     |            |
| 50 м брасом                     | Ло Сюецзюань · Китай                                             | 30.67       | Брук Генсон · Австралія                                                       | 31.13    | Зої Бейкер · Велика Британія                                        | 31.37      |
| 100 м брасом                    | Ло Сюецзюань · Китай                                             | 1:06.80     | Аманда Бірд · США                                                             | 1:07.42  | Лісель Джонс · Австралія                                            | 1:07.47    |
| 200 м брасом                    | Аманда Бірд · США                                                | 2:22.99 WR  | Лісель Джонс · Австралія                                                      | 2:24.33  | Ці Хуей · Китай                                                     | 2:25.78    |
|                                 |                                                                  |             |                                                                               |          |                                                                     |            |
| 50 м батерфляєм                 | Інге де Бройн · Нідерланди                                       | 25.84 CR    | Дженні Томпсон · США                                                          | 26.00    | Анна-Карін Каммерлінг · Швеція                                      | 26.06      |
| 100 м батерфляєм                | Дженні Томпсон · США                                             | 57.96 CR    | Отилія Єнджейчак · Польща                                                     | 58.22    | Мартіна Моравцова · Словаччина                                      | 58.24      |
| 200 м батерфляєм                | Отилія Єнджейчак · Польща                                        | 2:07.56     | Ева Рістов · Угорщина                                                         | 2:07.68  | Юко Наканісі · Японія                                               | 2:08.08    |
|                                 |                                                                  |             |                                                                               |          |                                                                     |            |
| 200 м комплексом                | Клочкова Яна Олександрівна · Україна                             | 2:10.75     | Еліс Міллс · Австралія                                                        | 2:12.75  | Чжоу Яфей · Китай                                                   | 2:12.92    |
| 400 м комплексом                | Клочкова Яна Олександрівна · Україна                             | 4:36.74     | Ева Рістов · Угорщина                                                         | 4:37.39  | Бятріче Кишлару · Румунія                                           | 4:41.86    |
|                                 |                                                                  |             |                                                                               |          |                                                                     |            |
| естафета 4×100 м вільним стилем | США · Наталі Коглін · Ліндсі Бенко · Рі Джеффрі · Дженні Томпсон | 3:38.09     | Німеччина · Петра Даллманн · Катрін Майснер · Антьє Бушшульте · Зандра Фелкер | 3:38.73  | Австралія · Ліббі Тріккетт · Елка Ґрем · Джоді Генрі · Еліс Міллс   | 3:38.83    |
| естафета 4×200 м вільним стилем | США · Ліндсі Бенко · Рейчел Комісарз · Рі Джеффрі · Даяна Мунц   | 7:55.70 CR  | Австралія · Елка Ґрем · Лінда Маккензі · Кірстен Томсон · Еліс Міллс          | 7:58.42  | Китай · Чжоу Яфей · Сюй Яньвей · Пан Цзяїн · Ян Юй                  | 7:58.53    |
| Естафета 4×100 м комплексом     | Китай · Чжань Шу · Ло Сюецзюань · Чжоу Яфей · Ян Юй              | 3:59.89 CR  | США · Наталі Коглін · Аманда Бірд · Дженні Томпсон · Ліндсі Бенко             | 4:00.83  | Австралія · Джиан Руні · Лісель Джонс · Джесс Скіппер · Джоді Генрі | 4:01.37    |

Легенда: WR – світовий рекорд; CR – рекорд чемпіонатів світу

### Таблиця медалей
*   Країна-господарка ( Іспанія)
| Місце               | Країна                | Золото | Срібло | Бронза | Загалом |
| ------------------- | --------------------- | ------ | ------ | ------ | ------- |
| 1                   | США (USA)             | 11     | 12     | 5      | 28      |
| 2                   | Австралія (AUS)       | 6      | 10     | 6      | 22      |
| 3                   | Німеччина (GER)       | 5      | 1      | 2      | 8       |
| 4                   | Росія (RUS)           | 3      | 2      | 2      | 7       |
| 5                   | КНР (CHN)             | 3      | 0      | 4      | 7       |
| 6                   | Велика Британія (GBR) | 2      | 3      | 3      | 8       |
| 7                   | Україна (UKR)         | 2      | 2      | 2      | 6       |
| 8                   | Нідерланди (NED)      | 2      | 2      | 1      | 5       |
| 9                   | Японія (JPN)          | 2      | 1      | 3      | 6       |
| 10                  | Польща (POL)          | 1      | 1      | 0      | 2       |
| 11                  | Іспанія (ESP)*        | 1      | 0      | 0      | 1       |
| 11                  | Білорусь (BLR)        | 1      | 0      | 0      | 1       |
| 11                  | Фінляндія (FIN)       | 1      | 0      | 0      | 1       |
| 14                  | Угорщина (HUN)        | 0      | 4      | 1      | 5       |
| 15                  | Словаччина (SVK)      | 0      | 1      | 1      | 2       |
| 16                  | Данія (DEN)           | 0      | 1      | 0      | 1       |
| 16                  | Хорватія (CRO)        | 0      | 1      | 0      | 1       |
| 16                  | Чехія (CZE)           | 0      | 1      | 0      | 1       |
| 19                  | Румунія (ROU)         | 0      | 0      | 2      | 2       |
| 19                  | Франція (FRA)         | 0      | 0      | 2      | 2       |
| 21                  | Італія (ITA)          | 0      | 0      | 1      | 1       |
| 21                  | ПАР (RSA)             | 0      | 0      | 1      | 1       |
| 21                  | Туніс (TUN)           | 0      | 0      | 1      | 1       |
| 21                  | Швеція (SWE)          | 0      | 0      | 1      | 1       |
| Загалом (24 збірні) | Загалом (24 збірні)   | 40     | 42     | 38     | 120     |